# Ehmi Bessel
Ehmi Bessel (* 11. Oktober 1904 in Ludwigshafen am Rhein; † 3. Februar 1988 in Hamburg) war eine deutsche Theater- und Filmschauspielerin.

## Leben
Sie besuchte die Liselotte-Schule in Mannheim und erlernte die Schauspielerei beim Theater- und Stummfilmstar Fritz Alberti. Ihr erstes Engagement erhielt sie am Schauspielhaus Düsseldorf, wo sie rasch zur Charakterdarstellerin avancierte, besonders 1926 als Aude in Paul Raynals Das Grabmal des unbekannten Soldaten.
Von 1929 bis 1932 war sie an den Münchner Kammerspielen zu sehen, zum Beispiel als Polly in Die Dreigroschenoper (1929), in der Uraufführung von Alfred Döblins Die Ehe (1930) und in der Titelrolle der Nora (1931). 1932 bis 1939 gehörte sie zum Ensemble des Deutschen Schauspielhauses in Hamburg, 1947 bis 1950 arbeitete sie am Deutschen Theater in Berlin, 1960 kehrte sie wieder an das Schauspielhaus in Hamburg zurück, wo sie bis 1977 aktiv war. Filmrollen übernahm Ehmi Bessel nur gelegentlich. Ihr bedeutendster Film ist Das Mädel vom Montparnasse aus dem Jahr 1932, mit ihr in der namengebenden Hauptrolle. 1935 wurde sie zur Hamburger Staatsschauspielerin ernannt.

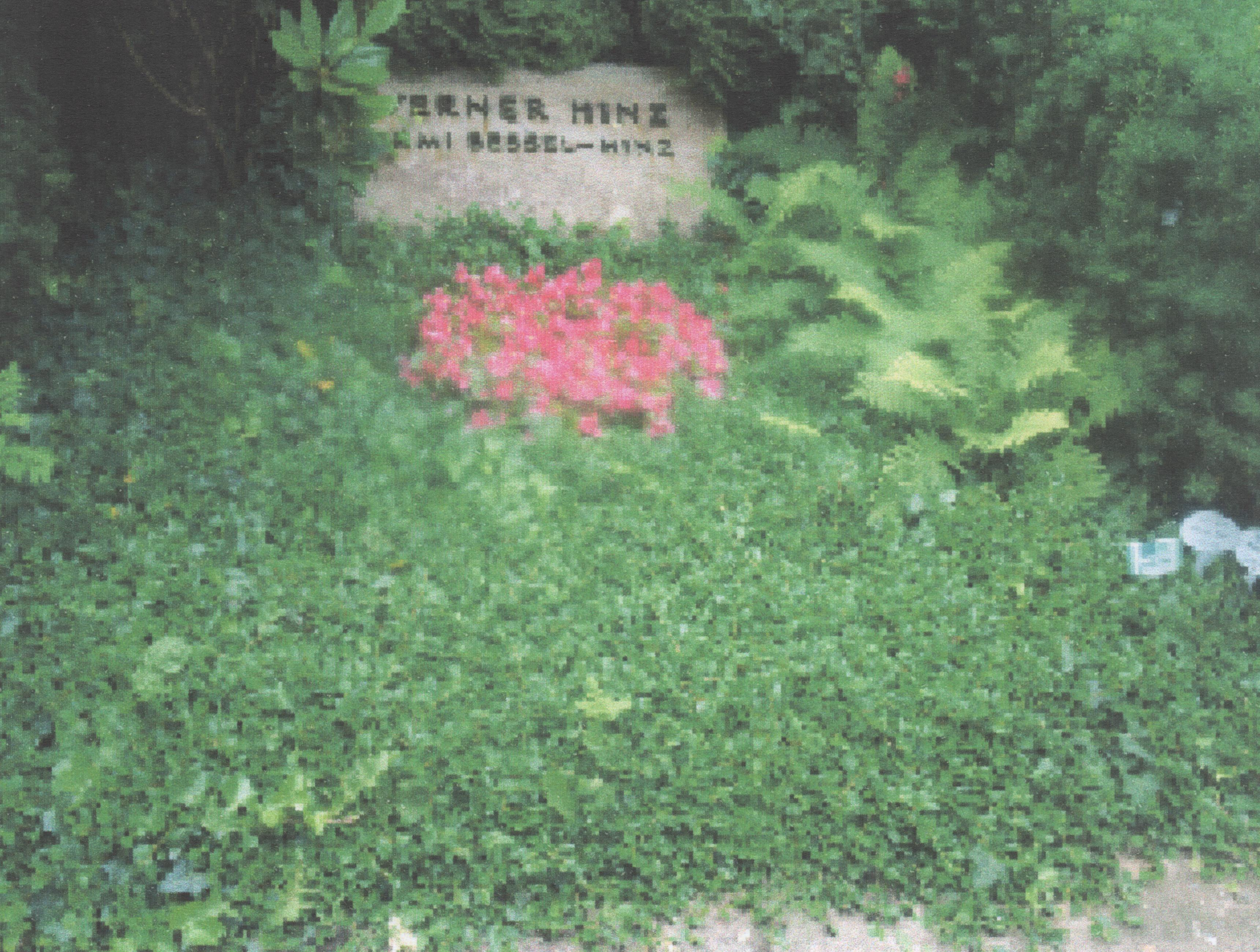
Grabstätte von Ehmi Bessel

1978 trat sie bei den Gandersheimer Domfestspielen in Bad Gandersheim auf, bei welchen sie den „Roswitha-Ring“ erhielt.
Ehmi Bessel hatte eine Liaison mit dem Fliegergeneral Ernst Udet, aus der Beziehung ging die 2020 verstorbene Tochter Dinah Hinz hervor. Kurz vor der Geburt heiratet sie 1934 ihren Schauspielkollegen Werner Hinz. Aus der Ehe stammen die Söhne Michael Hinz und Knut Hinz. Alle drei Kinder traten in die Fußstapfen ihrer Eltern und wurden ebenfalls bekannte Theater- und Filmschauspieler.
Ehmi Bessel starb am 3. Februar 1988 im Alter von 83 Jahren in Hamburg. Ihre letzte Ruhestätte fand sie neben ihrem Ehemann auf dem Friedhof Dahlem in Berlin.

## Filmografie
- 1926: Verlorene Nächte
- 1932: Das Mädel vom Montparnasse
- 1933: Gruß und Kuß Veronika
- 1957: Bekenntnisse des Hochstaplers Felix Krull
- 1961: Die Wildente (Fernsehfilm)
- 1965: Der Raub der Sabinerinnen (Fernsehfilm)
- 1966: Der Scheiterhaufen (Fernsehfilm)
- 1966: Hava, der Igel (Fernsehfilm)
- 1967: Rheinsberg
- 1971: Preußen über alles... – Bismarcks deutsche Einigung (Fernsehserie)
- 1974: Der Fall von nebenan (Fernsehserie, 1 Folge)
- 1976: Die Hinrichtung
- 1977: In freier Landschaft (Fernsehfilm, 2 Teile)
- 1977: Frauen in New York (Fernsehfilm)
- 1978: Späte Liebe (Fernsehfilm)
- 1978: Die Eisernen (Fernsehfilm)
- 1978: Der Geist der Mirabelle. Geschichten von Bollerup (Fernsehfilm)
- 1979: Nathan der Weise (Fernsehfilm)
- 1983: Nachruf auf Othello (Fernsehfilm)

## Theater
- 1947: Molière: Tartuffe – Regie: Willi Schmidt (Deutsches Theater Berlin – Kammerspiele)
- 1949: Anton Tschechow: Die Möwe (Irina Arkadina) – Regie: Willi Schmidt (Deutsches Theater Berlin – Kammerspiele)
- 1950: Richard Brinsley Sheridan: Die Lästerschule (Frau von Hohn) – Regie: Aribert Wäscher (Deutsches Theater Berlin – Kammerspiele)